# Allerton Hotel
Le Warwick Allerton - Chicago est un hôtel de 25 étages situé le long du prestigieux Magnificent Mile dans le secteur communautaire de Near North Side à Chicago (Illinois, États-Unis). L'hôtel a été le premier édifice à Chicago à comporter des reculs prononcés dans son architecture, résultant de la loi de 1923 sur la construction. Le building a été désigné Chicago Landmark le 29 mai 1998 par la Commission on Chicago Landmarks.